# 姜遇臣旧宅
姜遇臣旧宅 位于中国浙江省江山市廿八都镇姜家下弄3号，是一处江山市文物保护单位。
2000年6月21日，姜遇臣旧宅 公布为第四批江山市文物保护单位。